# Heikant (Tilburg)
De Heikant is een wijk in Tilburg Noord, in de jaren zestig gebouwd rondom de buurtschappen Vlashof, De Schans en De Lijnse Hoek. De Heikant wordt begrensd door het Buitengebied Noordoost in het noorden, de wijk Quirijnstok in het oosten, Industriestrook Goirke-Kanaaldijk en Wilhelminakanaal in het zuiden en de wijk Stokhasselt in het westen.

## Geschiedenis
De Heikant was oorspronkelijk de meest noordelijke herdgang van Tilburg. In de loop der tijd ontwikkelde het zich tot een voornamelijk agrarisch gebied, met wei- en akkerlanden. De voornaamste kernen waren de Rugdijk en het driehoekige plein dat nu De Schans heet. De Heikant had oorspronkelijk een geïsoleerde ligging ten opzichte van Tilburg. Er woonden vooral boeren, thuiswevers en ambachtslieden.
In de loop van de 19e eeuw begon zich bebouwing te ontwikkelen. Dit leidde tot de oprichting van een parochie in 1871, de bouw van de Mariakerk in 1873 en een bijbehorende pastorie en kloostercomplex. Deze gebouwen zijn tegenwoordig als Rijksmonument geklasseerd. Door de geïsoleerde ligging leunend op eigen voorzieningen en een 'eigen' verenigingsleven, behield de Heikant tot ver in de twintigste eeuw een dorps karakter. In 1958 woonde nog bijna een kwart van de circa driehonderd Tilburgse boeren in De Heikant. Toch werd ook in de jaren '60 al de noodzaak gezien tot het verjongen van de gemeenschap.
De Heikant vormt samen met de wijken Stokhasselt en Quirijnstok het stadsdeel Nieuw-Noord dat in de jaren '60 van de 20e eeuw uit de grond is gestampt om te voldoen aan de enorme vraag naar woonruimte door babyboomers. De Heikant is dan ook rijk aan flatgebouwen en maisonnettes.

De Heikant herbergde van 1970 tot 24 juli 2009 Sportcentrum Drieburgt, een multifunctioneel sportcentrum dat sportfaciliteiten bood aan zowel individuele sporters als sportverenigingen in de sporthal of het zwembad. Het complex is gesloopt om plaats te maken voor een nieuw sportcentrum dat de naam Sportcomplex Drieburcht kreeg. 

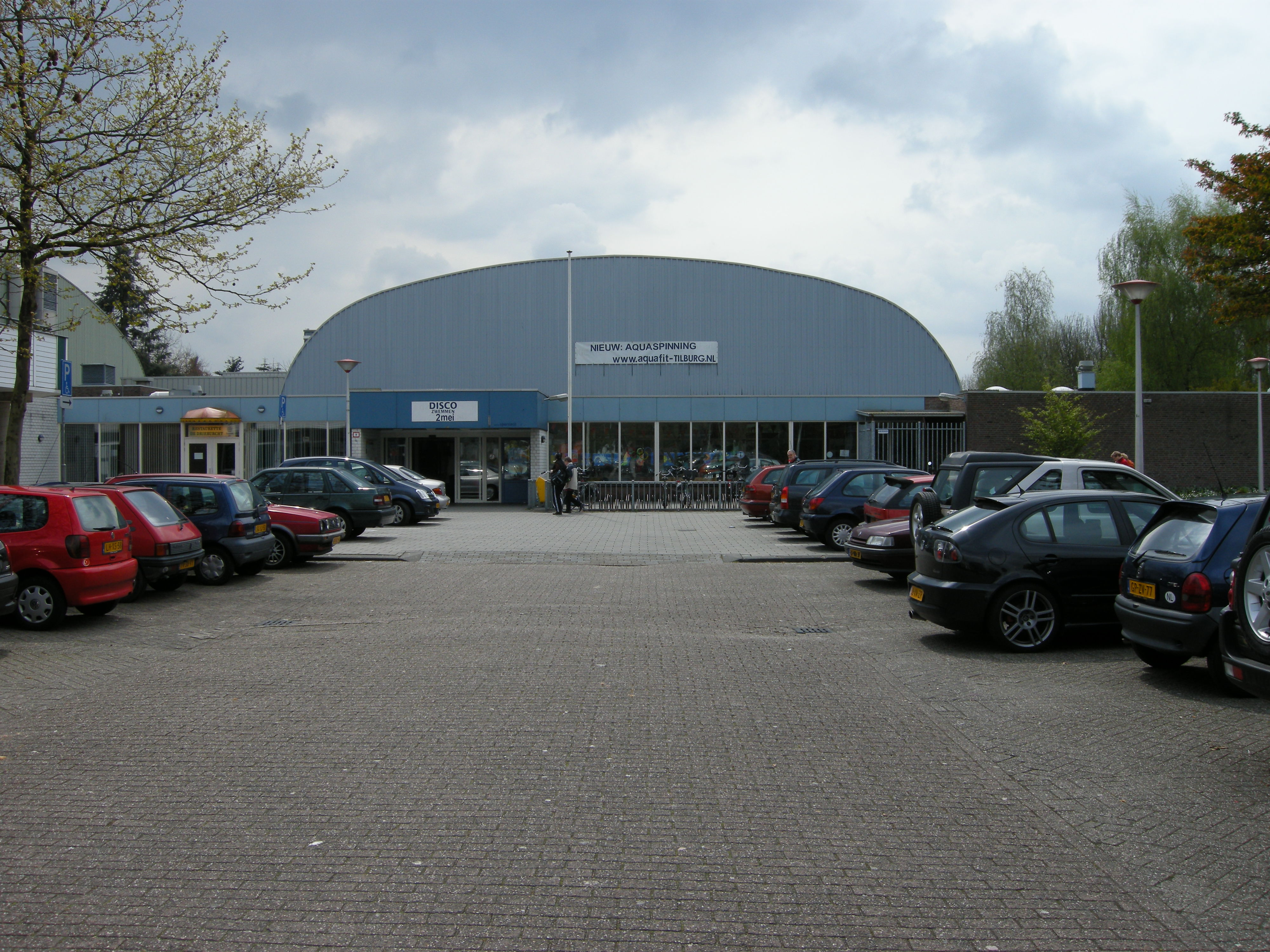
Het oude Sportcentrum Drieburcht

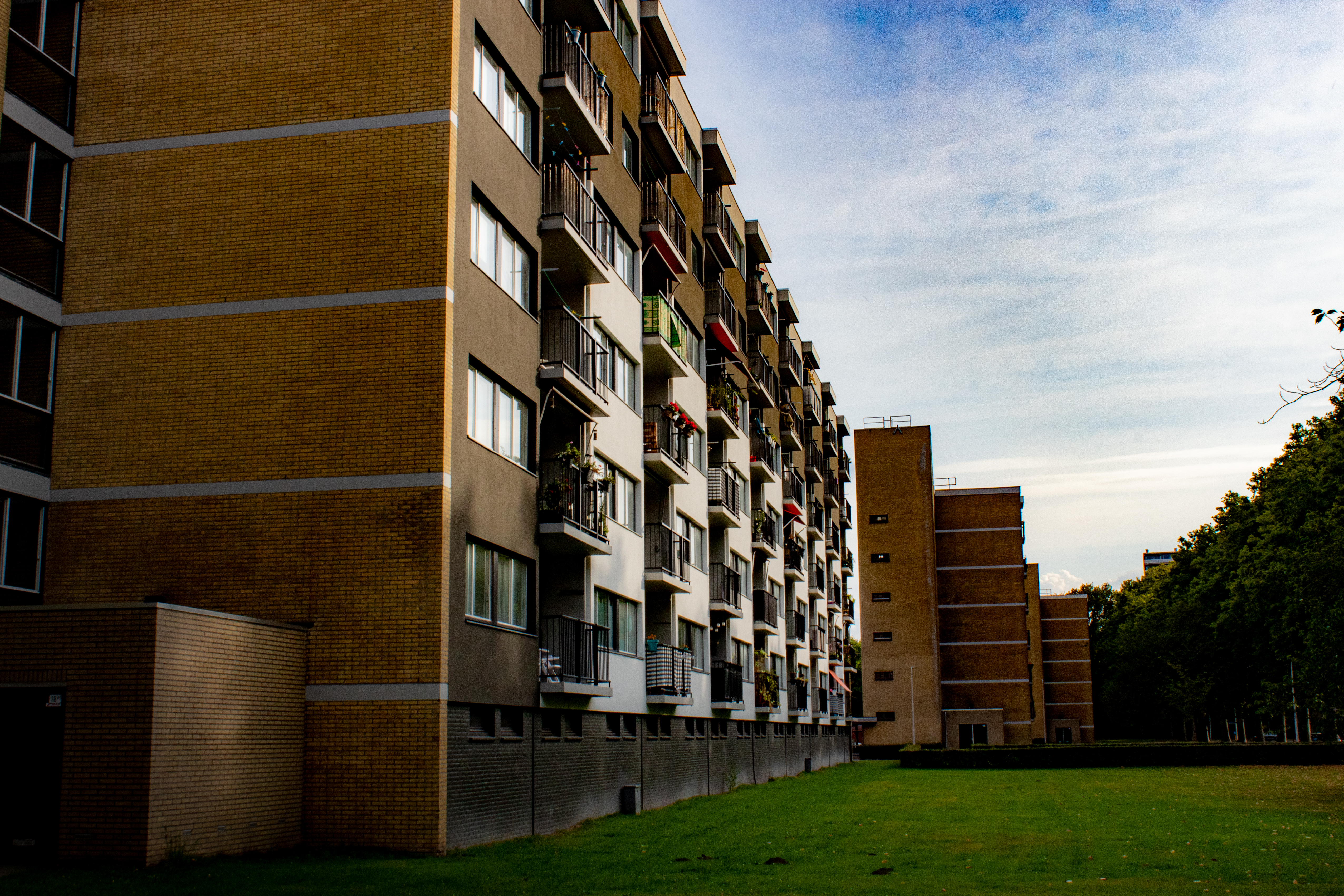
Heikant zuidoost
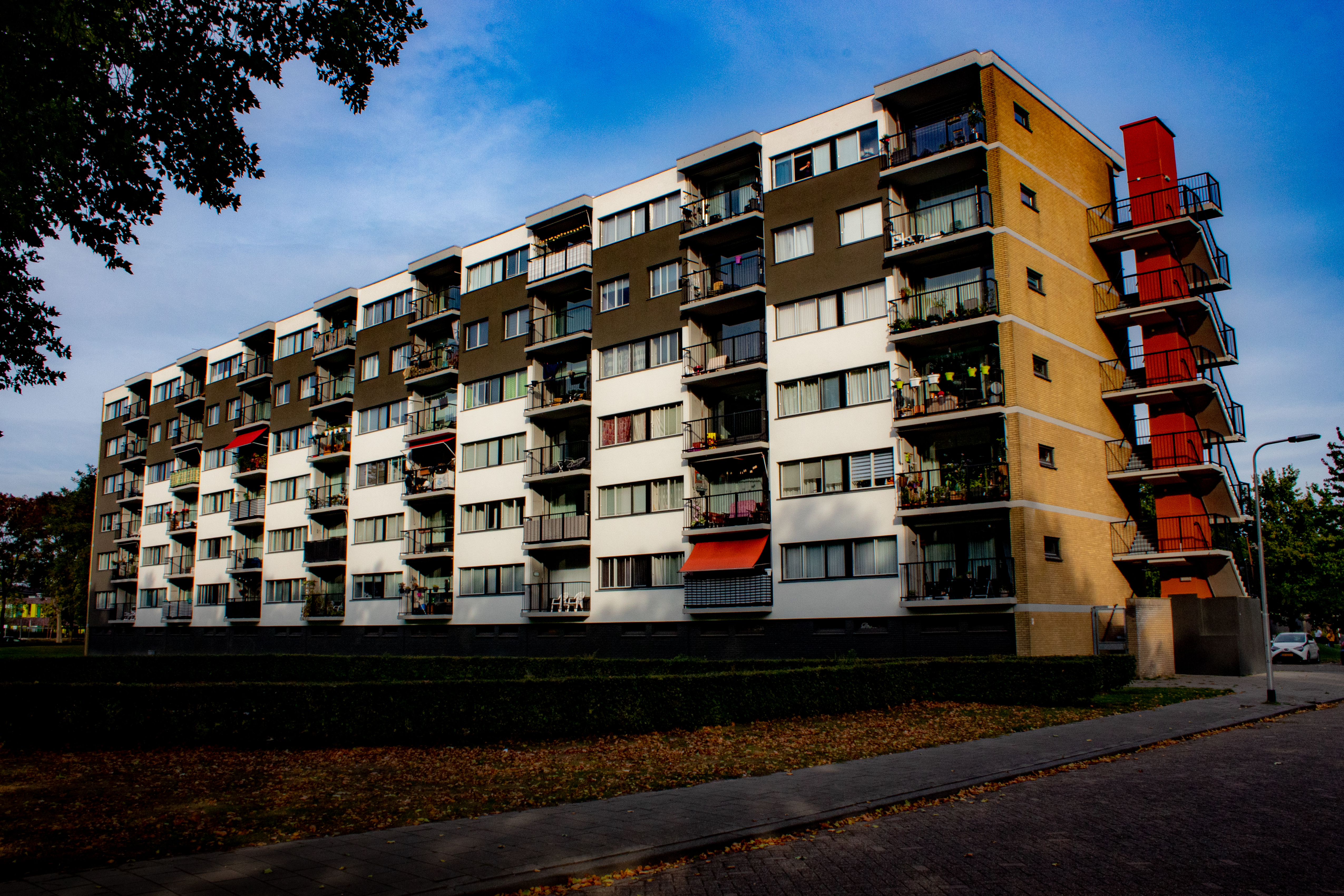
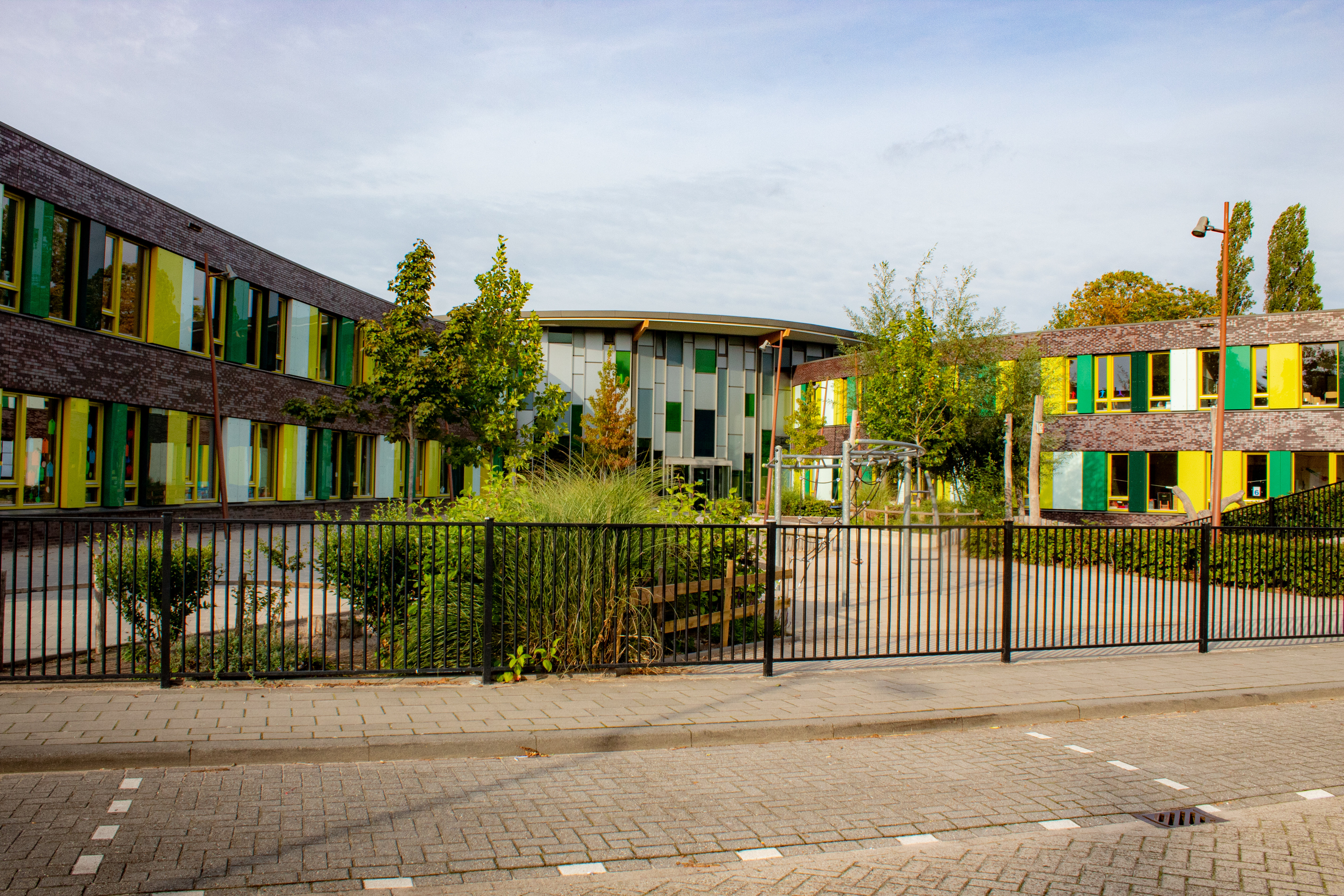
Wijkcentrum de Symfonie

## Voorzieningen

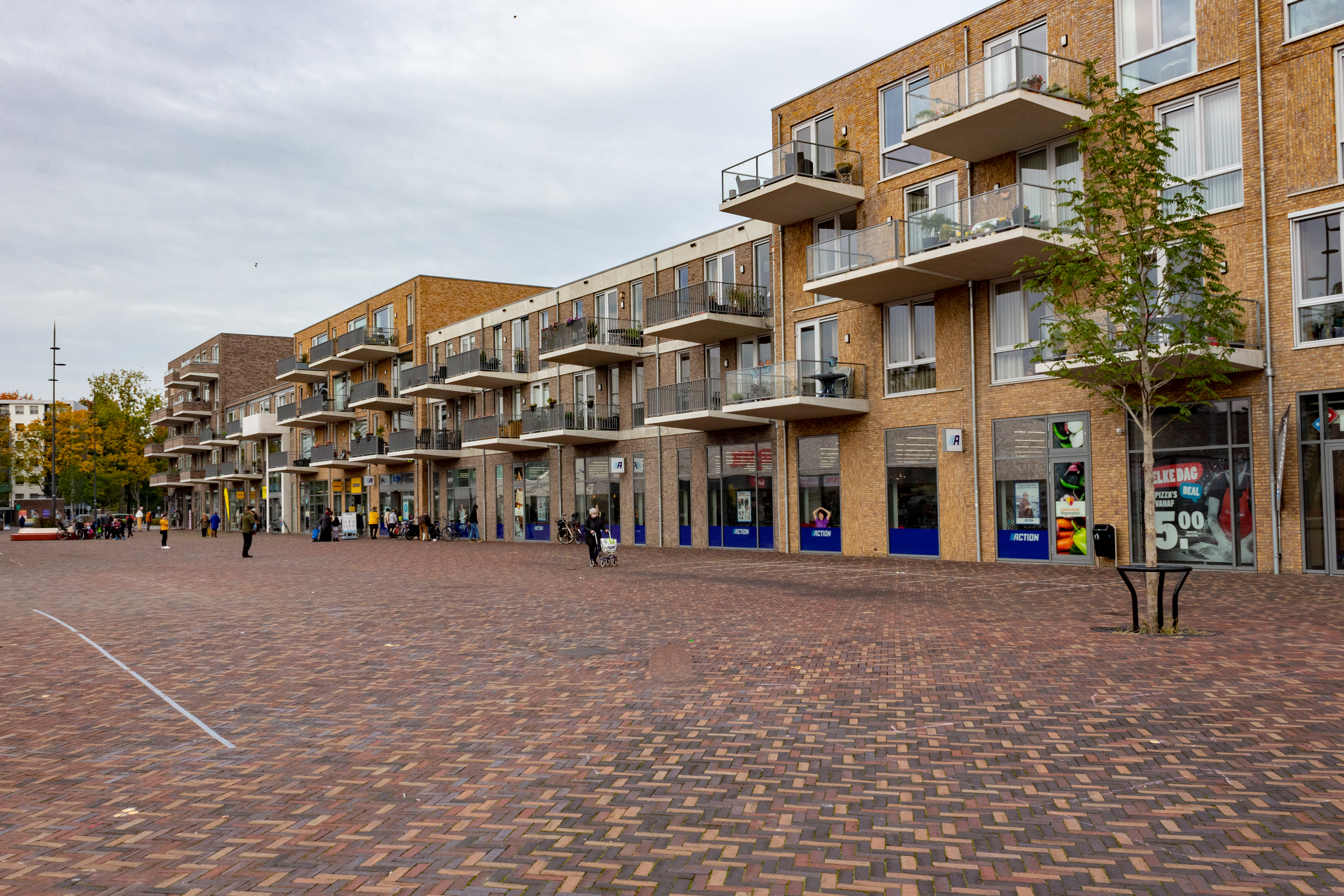
Het Wagnerplein in de Wijk Heikant

Het Wagnerplein is het centrale punt in de wijk de Heikant. Het is een autovrij plein, waarop ook de weekmarkt plaatsvindt van 11.00 tot 17.00 uur. Daarnaast is er een bibliotheek en een multifunctioneel sportcentrum, Sportcomplex Drieburcht.

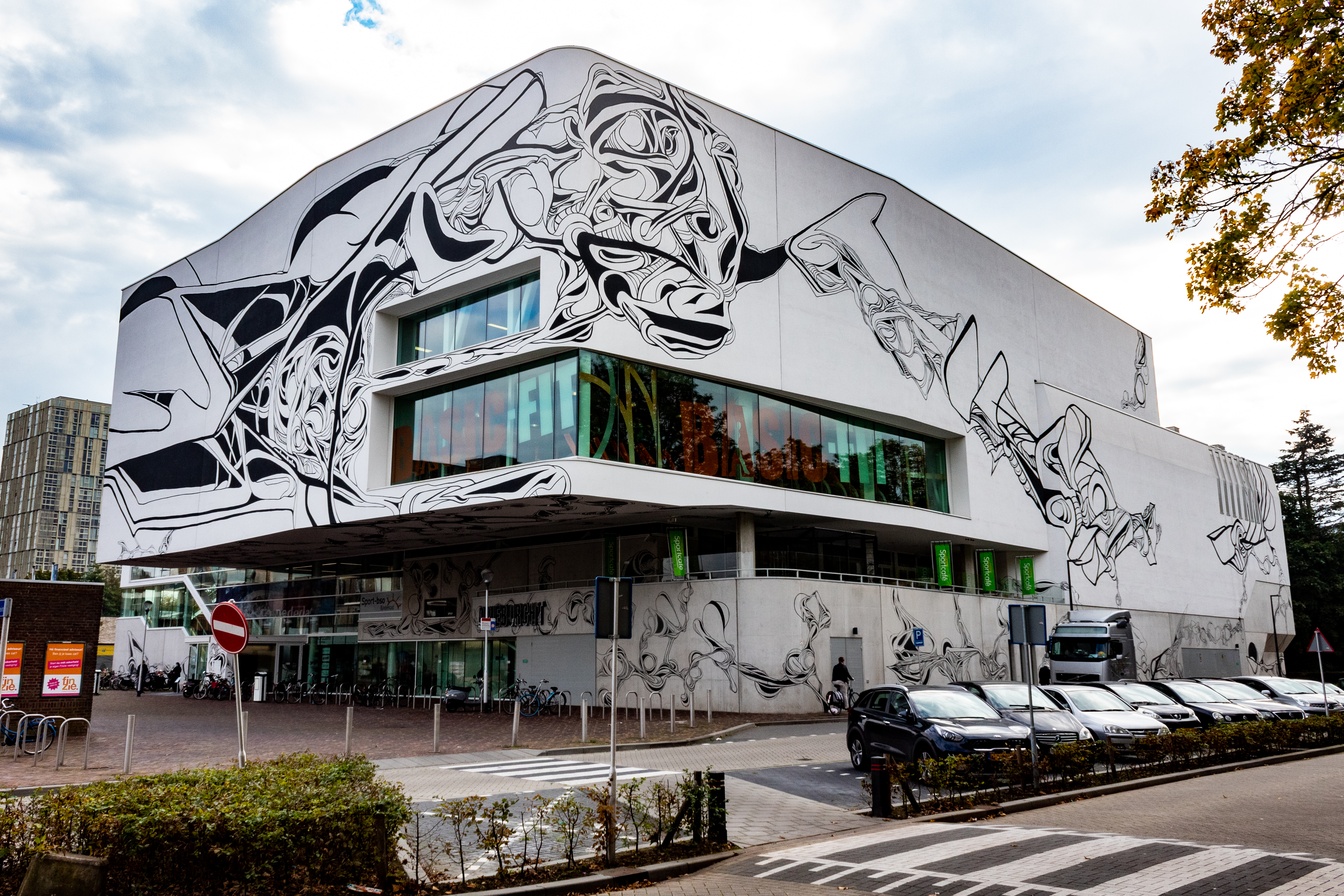
Sportcomplex Drieburcht

Het gerenoveerde en uitgebreide winkelcentrum Wagnerplein is in 2018 opgeleverd. Het heeft een breed aanbod van winkels waaronder diverse supermarkten, drogisterijen, kledingwinkels, gemakswinkels en afhaalzaken. Daarmee is het Wagnerplein het enige volwaardige winkelcentrum in Tilburg Noord. Buiten winkelcentrum Wagnerplein zijn ook enkele winkelzones te vinden, deze bevinden zich aan het Lijnsheike en aan de kruising van de Leharstraat en de Offenbachstraat. Winkelcentrum Wagnerplein heeft op vrijdagen de koopavond en de supermarkten en sommige andere winkels zijn ook op zondagen geopend.
In de wijk bevindt zich het Von Weberpark, grenzend aan het Wagnerplein. In dit park staat een rijk assortiment aan struiken en bijzondere bomen, onder andere mammoetbomen. Het park is begin jaren zeventig aangelegd. Het park dreigt echter opgeofferd te worden aan woningbouw en parkeerplaatsen.
Aan de Brucknerlaan is het politiebureau Groene Beemden gevestigd. Naast het politiebureau is een tankstation gevestigd.

## De naam Heikant
Heikant betekent 'rand, zoom van de heide', samengesteld uit hei = heide 'onontgonnen veld, vlakte' en kant 'rand, zoom, zijde', naar de ligging aan de rand.

## Openbaar vervoer
In de wijk rijdt het volgende openbaar vervoer:
- Buslijn 1 - Noord-Quirijnstok - ETZ Elisabeth
- Buslijn 5 - Noord-Stokhasselt - Centraal Station
- Buslijn 6 - Noord-Heikant - Centraal Station